# Лемье (Италия)
Ле́мье (итал. Lemie) — коммуна в Италии, располагается в регионе Пьемонт, в провинции Турин.
Население составляет 218 человек (2008 г.), плотность населения составляет 5 чел./км². Занимает площадь 46 км². Почтовый индекс — 10070. Телефонный код — 0123.
Покровителем коммуны почитается святой архангел Михаил, празднование 29 июня.

## Демография
Динамика населения:

## Администрация коммуны
- Официальный сайт: https://web.archive.org/web/20100705103858/http://www.comunelemie.it/